# FEAR 2: Project Origin
FEAR 2: Project Origin est un jeu vidéo de tir à la première personne et d'horreur psychologique développé par Monolith Productions, sorti le 13 février 2009 sur Windows, PlayStation 3 et Xbox 360. Il est édité par Warner Bros Interactive. Il s'agit de la suite  de FEAR.
Une version de démonstration exclusivement solo est disponible depuis le 22 janvier 2009 sur le Xbox Live, le PlayStation Network et Steam. Elle est un mélange de scènes des différentes parties du jeu.
Le jeu commence peu avant la fin du premier opus. Le joueur incarne le Sergent Michael Becket, de l'unité "Dark Signal" de la Delta Force. Lui et son équipe doivent récupérer une haute dirigeante de l'ATC et lui faire quitter la ville d'Auburn (c'est sous cette ville que se trouve le complexe secret souterrain de l'ATC). Après quelques minutes, une explosion cataclysmique (causée par Point Man) rase une partie de la ville. Peu après, Becket s'éveille dans un complexe médicale, et commence très vite à avoir des visions. Il est devenu la proie d'Alma Wade, et doit absolument trouver un moyen de l'anéantir avant qu'elle ne l'absorbe.

## Résumé
L’histoire de F.E.A.R. 2 débute une dizaine de minutes avant la fin du premier épisode. Une escouade de la Delta Force, portant le nom de code « Dark Signal », est déployée afin de mettre en sécurité la présidente de l’entreprise Armacham Technology Corporation (ATC), Geneviève Arisitide. Pour rappel, elle est en grande partie responsable des événements s’étant produit durant F.E.A.R., notamment la libération d’Alma Wade, une jeune fille disposant de pouvoirs télépathiques extrêmement développés.
L’escouade de la Delta Force est composée de plusieurs soldats : le sergent-chef Cedric Griffin, le sergent de première classe Harold Keegan, les sergents Redd Jankowski (le frère de Spencer Jankowski présent dans F.E.A.R.), Manuel Morales et Michael Becket (le héros du jeu), le caporal James Fox et le lieutenant Keira Stokes. Au début du jeu, l’escouade arrive aux appartements où se situe Geneviève Aristide. Ils doivent faire face à des militaires appartenant à la sécurité d’ATC et déployés par le conseil d’administration de l’entreprise pour « faire le ménage », c’est-à-dire éliminer toutes les preuves et les personnes en lien avec le projet Origin. Après avoir affronté quelques-uns de ces militaires, Becket parvient à atteindre un bunker secret dans lequel se trouve la présidente d’ATC. Par ailleurs, il découvre en consultant un document qu’il fait partie d’un mystérieux programme, nommé « Projet Harbinger ». Mais alors que Michael Becket et Geneviève Aristide s’apprêtent à partir, une violente explosion se produit dans un quartier voisin. Il s’agit de la fameuse explosion se produisant à la fin du premier épisode dans le complexe souterrain d’ATC où se trouvait Alma. Le sergent Becket s’évanouit.
A son réveil, le sergent Becket se trouve dans une chambre d’hôpital, après avoir subi une lourde opération par un certain Dr York, sous la direction de Geneviève Aristide. L’hôpital a été totalement saccagé et une majeure partie de son personnel massacrée par les militaires d’ATC qui sont sous le commandement du colonel Vanek. En consultant plusieurs documents et en faisant la connaissance par radio d’un homme ayant pour pseudonyme « Snake Fist », on comprend alors que le sergent Becket et son équipe font tous partie du projet Harbinger. Ce projet, sous la direction de Geneviève Aristide, a pour objectif de créer des commandants télépathes pour diriger des troupes de soldats « Réplica », tout comme Paxton Fettel le faisait. On comprend également que l’opération subie par Becket et son équipe vise à développer leurs capacités de télépathie. Grâce à cette opération, les dons de télépathie de Becket sont augmentés, mais également ses réflexes qui sont mis en œuvre, comme dans le premier épisode, sous la forme d’un ralenti utilisable sur demande par le joueur. Cependant, Alma, pour une raison inconnue, ressent la présence de Becket et entre en liaison psychique avec lui à plusieurs reprises (montré sous forme d’hallucinations). Snake Fist explique alors qu’Alma cherche à « absorber » le sergent Becket.
Un peu plus tard, on découvre que le sergent Redd Jankowski n’a pas survécu à son « opération chirurgicale » et qu’une partie de l’hôpital abrite plusieurs « monstres » qui s’avèrent être des anciens sujets du projet Harbinger. Ces derniers semblent habités d’une certaine démence développée à la suite des traitements qu’ils ont subis, les rendant totalement incontrôlables et dotés de réflexes leur donnant une vitesse de déplacement particulièrement élevée. En cherchant à s’échapper, le sergent Becket rencontre à nouveau le colonel Vanek. Ce dernier explique alors que les « monstres » sont des sujets inaptes à diriger une armée de soldats « Réplica » dans une application militaire à cause de leur démence qui les pousse à tuer n’importe quelle cible. Après quoi, le colonel Vanek fait installer un des « monstres » sur une machine permettant d’amplifier ses dons télépathiques et de prendre le contrôle d’un certain nombre de soldats « Réplica » qui cherchent alors à éliminer en vain le sergent Becket.
Après avoir lutté contre plusieurs unités de soldats « Réplica », le sergent Becket finit par s’extraire en dehors de l’hôpital. On découvre alors qu’une grande partie de la ville a été totalement soufflée par l’explosion du complexe où se trouvait Alma, laquelle a en outre provoqué une grande quantité de victimes civiles. Alma manifeste une fois de plus sa présence et sa volonté « d’absorber » Becket, au point que sa colère a provoqué l’activation des soldats « Réplica » à plusieurs kilomètres à la ronde dans la ville de Fairport. Snake Fist contacte à nouveau Becket et son équipe par radio, leur demandant de le rejoindre à l’école élémentaire Wade, un établissement scolaire également sous la direction d’ATC. Le sergent Becket doit donc faire face à une quantité innombrable de soldats « Réplicas », ainsi qu’à des « restes » de civils dont Alma a pris le contrôle par télépathie et eux-mêmes capables de réanimer des cadavres ennemis pour l'attaquer.
Alors que le sergent Becket et le lieutenant Stokes progressent difficilement sous l’œil aiguisé des snipers « Réplica » en direction de l’école élémentaire Wade, le sergent-chef Griffin informe son équipe qu’il entend une femme pleurer et part à sa recherche. En réalité, il s’agit d’Alma qui lui tend un piège et finit par le tuer sous les yeux de ses deux coéquipiers, de la même façon que le caporal Fox a trouvé la mort à l’hôpital un peu plus tôt. Finalement, les deux soldats parviennent à rejoindre le reste de l’escouade « Dark Signal » et terminent le reste du chemin vers l’école à bord de leur véhicule blindé.
Arrivés à l’école élémentaire Wade, ce qui reste de l'unité progressent lentement tout en faisant face aux unités ennemies d’ATC et « Réplica ». Becket est de nouveau en proie à des hallucinations dans lesquelles Alma tente de « l’absorber ». Un peu plus tard, c’est au tour du sergent de première classe Keegan d’être victime d’une hallucination qui l’affaiblira fortement, obligeant Stokes à rester auprès de lui pendant que Becket continue seul son chemin vers l’infirmerie de l’école où se situe Snake Fist. En consultant plusieurs documents, on découvre que les élèves de l’école sont les cobayes d’un obscur programme créé par Harlan Wade et nommé « projet Paragon ». Celui-ci vise à augmenter les capacités cognitives et psychiques des enfants en leur faisant ingérer à leur insu des traitements médicamenteux expérimentaux contre dissimulés dans leur nourriture afin d’en faire de futurs candidats potentiels pour le projet Harbinger. Après une longue et difficile progression, Becket arrive enfin à l’infirmerie qui s’avère être en réalité un ascenseur déguisé menant à un complexe souterrain. Toujours en consultant divers documents, on apprend que les élèves de l’école sont amenés, contre leur gré, dans ce laboratoire secret afin d’effectuer sur eux diverses expériences. Après quelques affrontements contre des militaires d’ATC, le sergent becket tombe nez à nez avec le colonel Vanek. S’ensuit alors un court mais violent affrontement où le colonel Vanek trouve finalement la mort. Becket finit par enfin rejoindre le fameux Snake Fist, son vrai nom étant Terry Halford. Il travaille pour ATC mais semble mener un double jeu dans l’objectif d’arrêter Alma. Alors que Halford et Becket s’apprêtent à partir, une escouade de soldats « Réplica » approche de leur position et un assassin « Réplica », doté d’un camouflage et de reflexes très avancés, décapite Halford. Le sergent Becket prend alors la fuite seul et parvient, après avoir affronté quelques soldats et assassins « Réplica », à rejoindre le reste de ses coéquipiers dans leur véhicule blindé à l’extérieur de l’école.
Ils visionnent alors une vidéo enregistrée par Terry Halford avant sa mort dans laquelle il explique que le sergent Becket, en plus d’avoir subi un traitement visant à augmenter ses capacités psychiques, a été contraint par Geneviève Aristide à entrer dans une machine appelée « amplificateur télesthésique » afin de renforcer ses liens psychiques avec Alma, d’où la capacité de cette dernière à sentir sa présence et ses nombreuses hallucinations dans lesquelles elle semble vouloir « l’absorber ». La seule manière de vaincre Alma est donc que Becket entre de nouveau dans un « amplificateur télesthésique » afin de la confronter « psychiquement ». Une de ces machines se situe dans un complexe secret caché dans un ancien réacteur nucléaire racheté par ATC dans le passé et situé à Still Island.
Alors que l’escouade « Dark Signal » prend la route vers l’ancien réacteur nucléaire, leur trajet est interrompu par une embuscade de soldats « Réplica ». Après que le sergent Morales ait enchainé quelques manœuvres, le véhicule blindé se retrouve coincé sous terre dans une ligne de métro. Pendant que l’escouade réplique face aux attaques des soldats « Réplica », le sergent de première classe Keegan, pris d’une nouvelle hallucination, se dirige tout droit vers les lignes ennemies, semblant être « attiré » par quelque chose. Fort heureusement, Becket et le reste de ses coéquipiers parviennent à éliminer toutes les cibles avant que Keegan ne se fasse tuer. Malgré tout, ce dernier continue de poursuivre son chemin, toujours plongé en plein délire. Becket part alors seul à sa recherche dans les souterrains labyrinthiques et sombres du métro.
Après quelques affrontements, le sergent Becket parvient à regagner la surface, mais Keegan demeure introuvable, bien que celui-ci apparaisse régulièrement sous forme d’hallucinations. Becket rejoint alors une brèche un peu plus loin lui permettant d’accéder à un tunnel par lequel il pourra accéder au complexe secret de Still Island. Après de multiples combats contre des soldats et des assassins « Réplica », le sergent Becket parvient enfin à rejoindre l’entrée du complexe, où l’attend le lieutenant Stokes.
Becket et Stokes se rendent alors jusqu’à « l’amplificateur télesthésique ». Alors que le sergent vient de s’installer dans la machine, scellé sur un fauteuil, Stokes s’apprête à la mettre sous-tension lorsqu’elle est interrompue par Geneviève Aristide. Cette dernière explique alors qu’elle a choisi Becket pour attirer Alma. Mais au lieu de la détruire, elle prévoit d’enfermer Alma et Becket à l’intérieur de « l’amplificateur télesthésique » dans le seul et unique but de démontrer à ATC qu’elle est encore compétente en tant que présidente de l’entreprise. Révoltée par ses intentions égoïstes, le lieutenant Stokes tente d’arrêter Aristide mais se fait abattre. Alma apparait alors et expulse Aristide plusieurs mètres en arrière, ce qui lui permet de presser le bouton de fermeture de « l’amplificateur télesthésique » et donc d’emprisonner Becket et Alma à l’intérieur.
Le sergent Becket se retrouve plongé dans une nouvelle hallucination dans laquelle il combat les apparitions d’un Keegan totalement fou et tente d’activer « l’amplificateur télesthésique » au moyen de trois interrupteurs. Alors qu’il combat Keegan, la bataille est entrecoupée de flashs où Alma semble avoir une relation sexuelle avec Becket. Après avoir finalement activé le dernier interrupteur, Becket échappe à son hallucination et se retrouve de nouveau scellé sur le fauteuil de la machine qui se rouvre.
Alors que le sergent Becket pense avoir réussi sa mission, Alma, visiblement enceinte, apparaît face à lui. On comprend alors que l’hallucination de Becket a débuté avant même qu’Aristide ait eu le temps de les enfermer et qu’Alma a profité, pendant que Becket combattait Keegan dans son imaginaire, pour avoir avec lui une relation sexuelle à son insu. Elle prend alors la main de Becket et la place sur son ventre, ce qui confirme que l’enfant est de lui. Le jeu se termine avec Becket qui entend l’enfant murmurer « maman » de l’intérieur du ventre d’Alma.

## Production

### Choix du titre
Après la sortie de FEAR, le studio Monolith Productions a été racheté par Warner Bros Interactive, mais la licence FEAR est resté la propriété de son éditeur Sierra. Warnos Bros a donc été contraint de choisir un autre titre que FEAR 2 pour ce projet. Le titre de Project Origin fut adopté le 6 septembre 2007, à la suite d'un concours lancé par le développeur.
Néanmoins, à la suite de la fusion d'Activision et de Blizzard Entertainment, de nombreux titres initialement prévus chez Vivendi Games, et notamment chez Sierra, ont disparu. Monolith Productions et Warner Bros Interactive ont profité de l'occasion pour racheter la licence FEAR, et ont ainsi pu renommer leur projet en FEAR 2: Project Origin.

### Clin d'œil
Au niveau Snake Fist (chapitre 10), l'informaticien Terry "Snake Fist" Halford porte un T-shirt Shogo 2, en hommage au jeu vidéo Shogo: Mobile Armor Division développé par Monolith Productions en 1998.